# プラグインハイブリッドカー

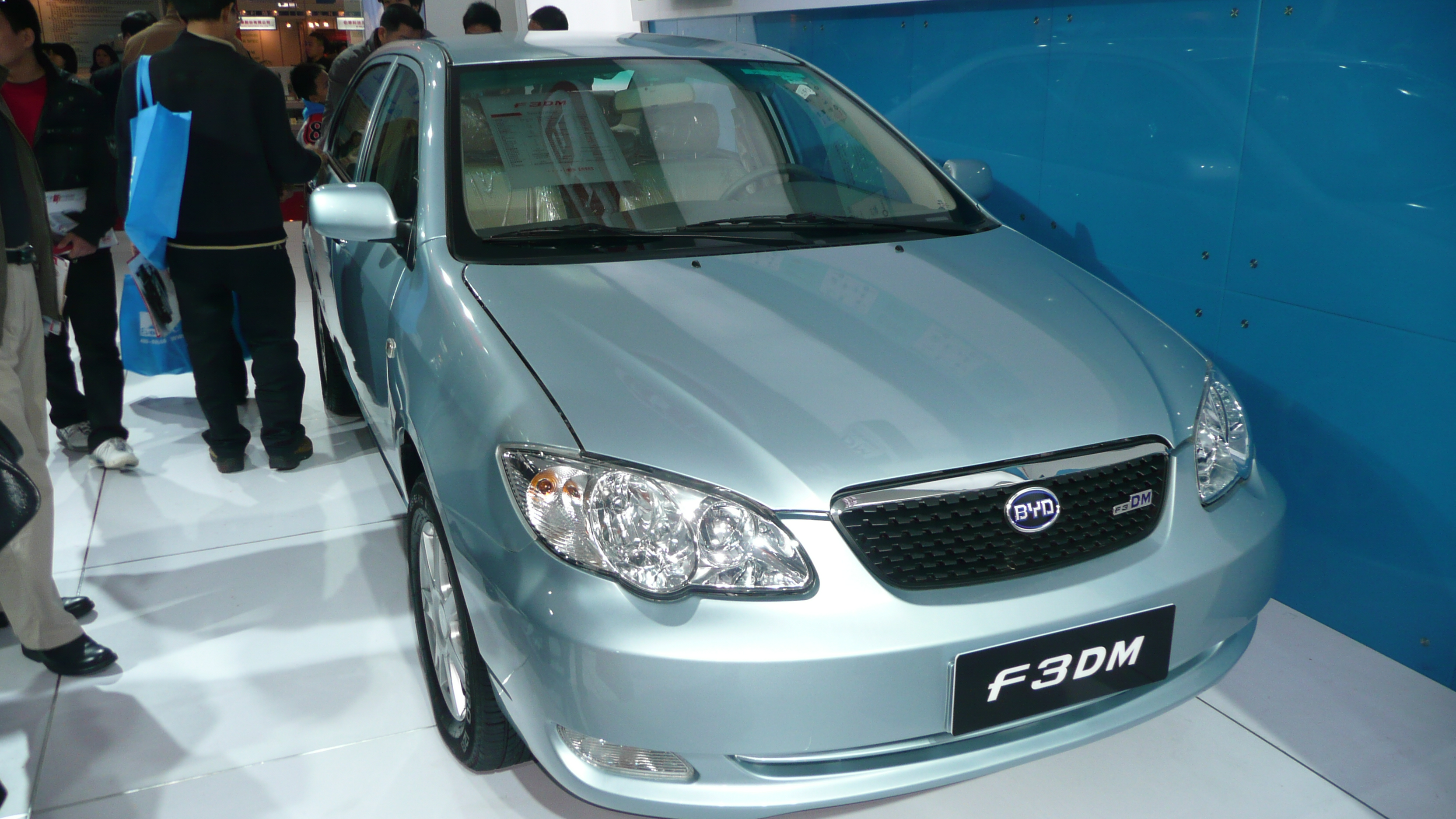
世界初の量産型プラグインハイブリッドカーBYD F3DM
EV走行時の最大航続距離約100 km

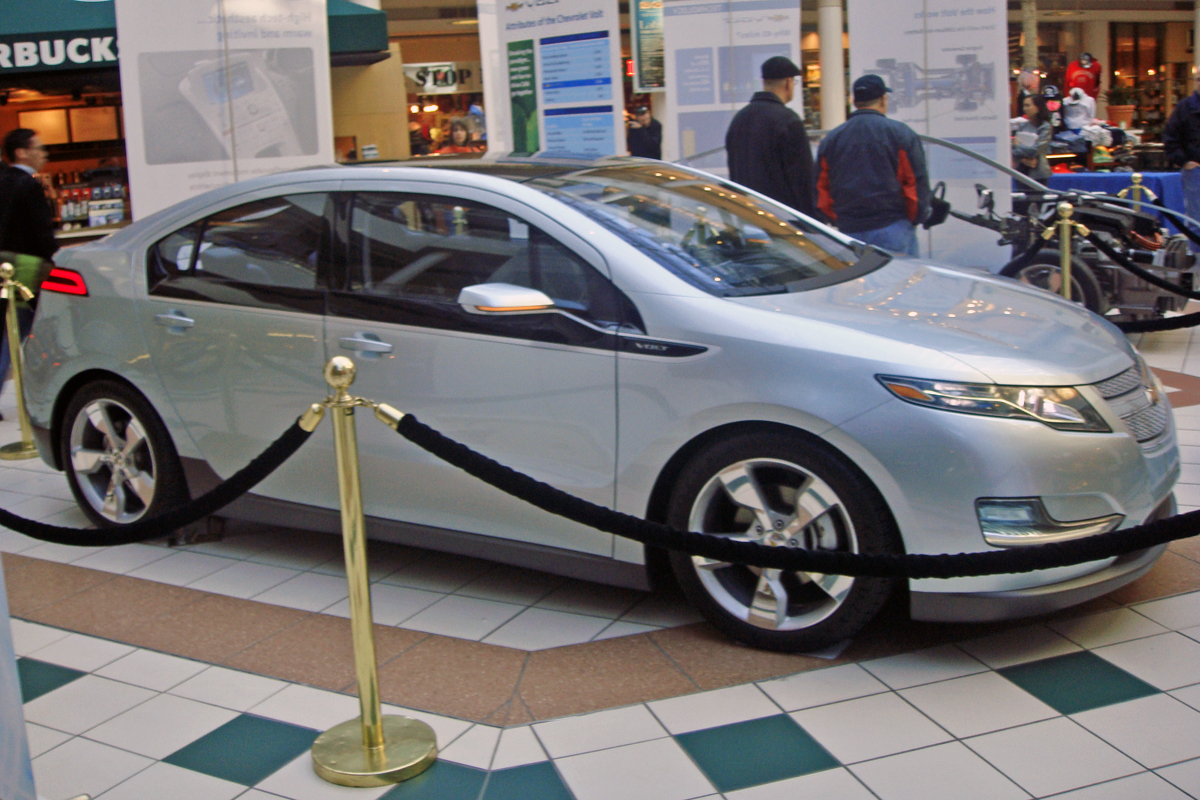
シボレー・ボルト (ハイブリッドカー)
EV走行時の最大航続距離約64 km

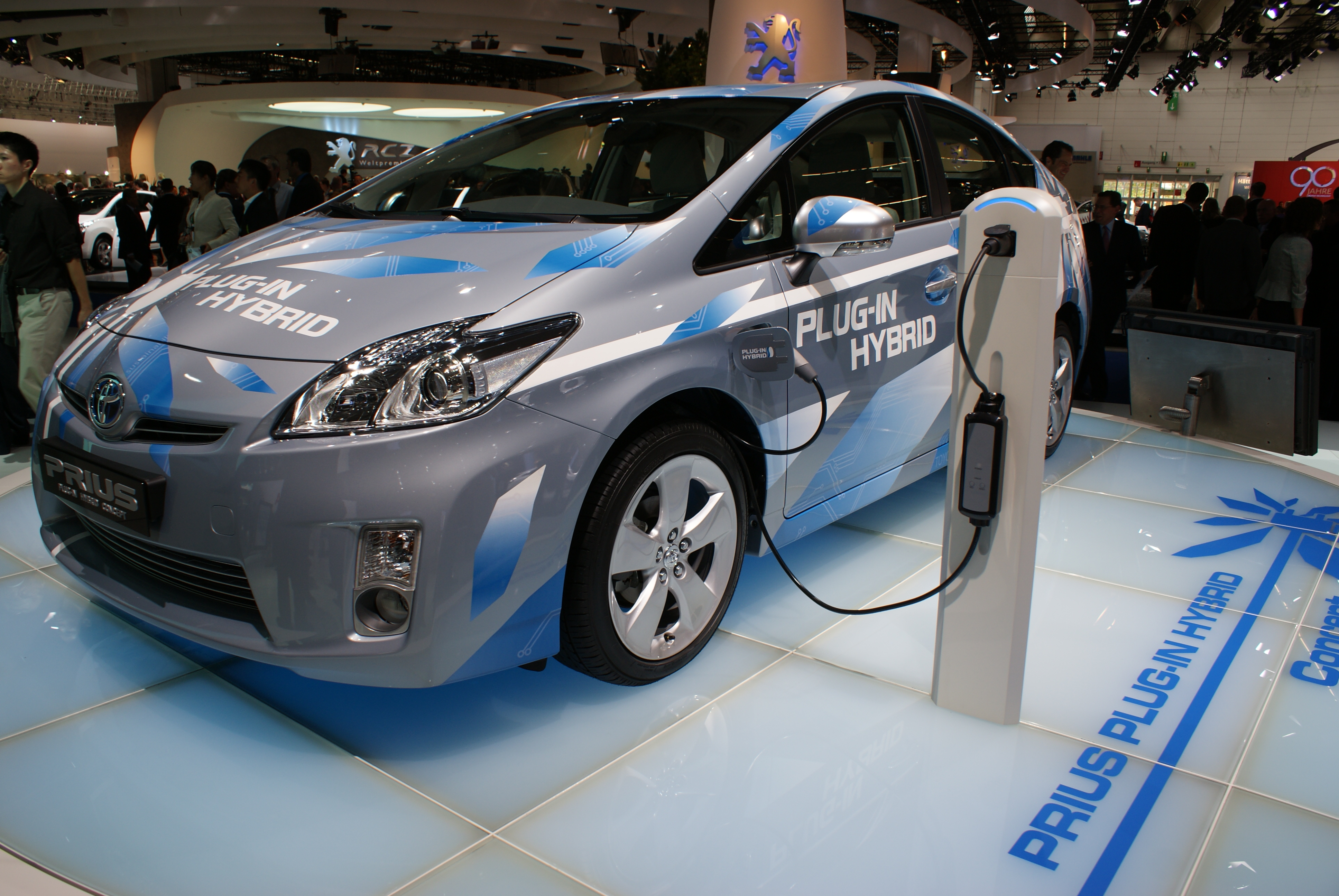
プリウスPHV
EV走行時の最大航続距離約23.4 km

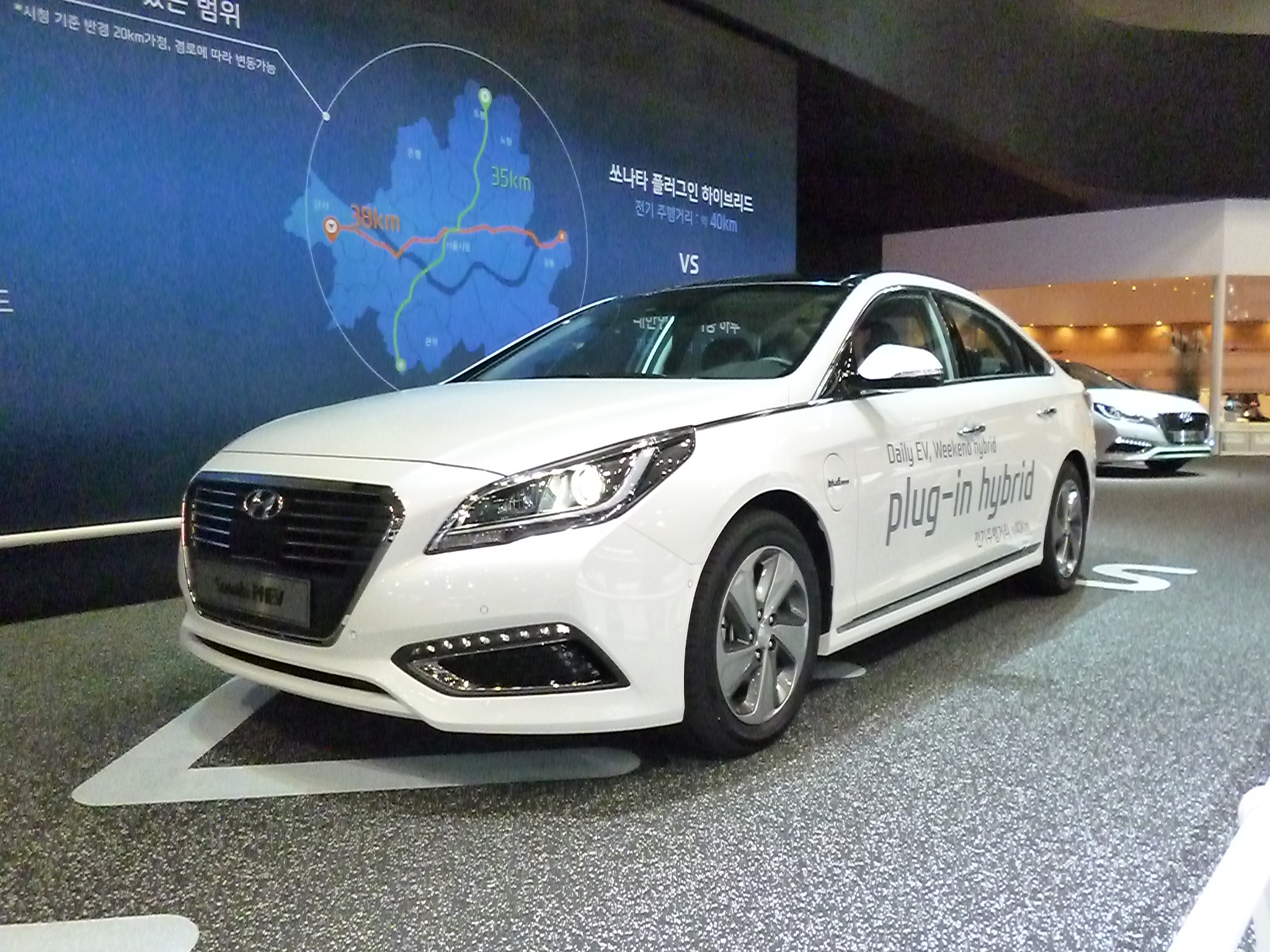
ヒュンダイ・ソナタPHEV
EV走行時の最大航続距離約44.0 km

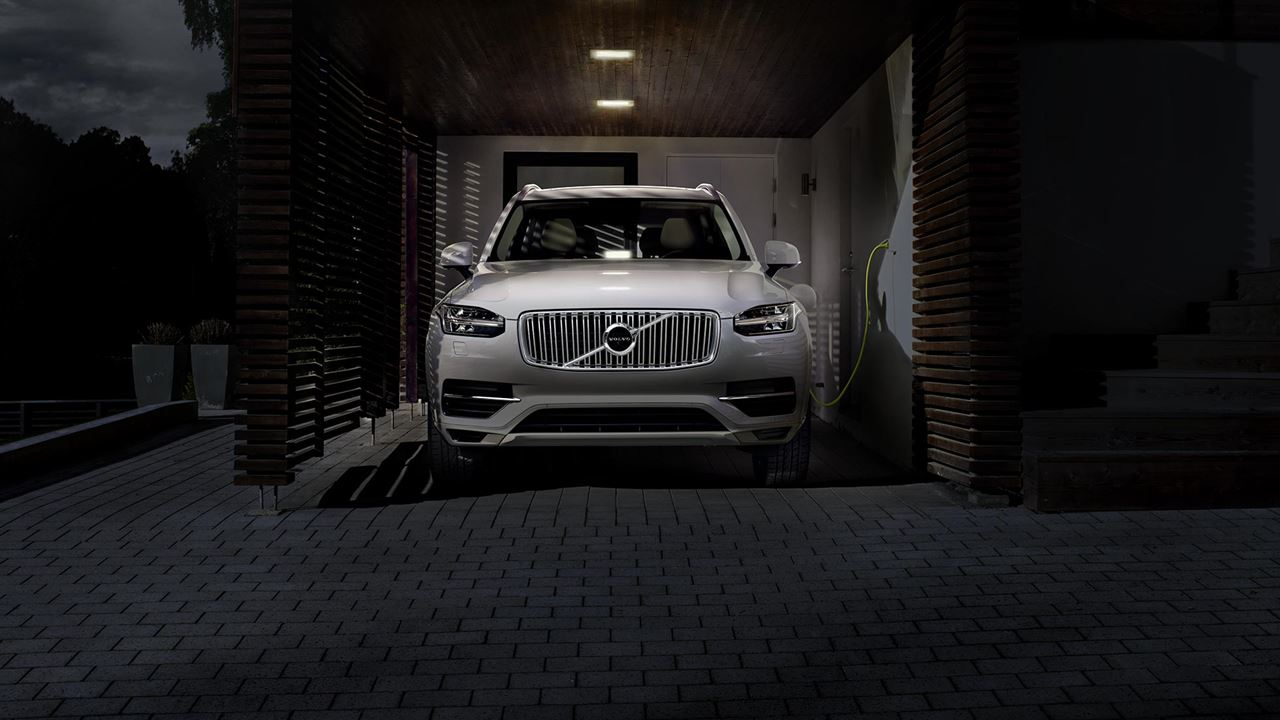
ボルボXC90(PHEV)
EV走行時の最大航続距離約35.0 km

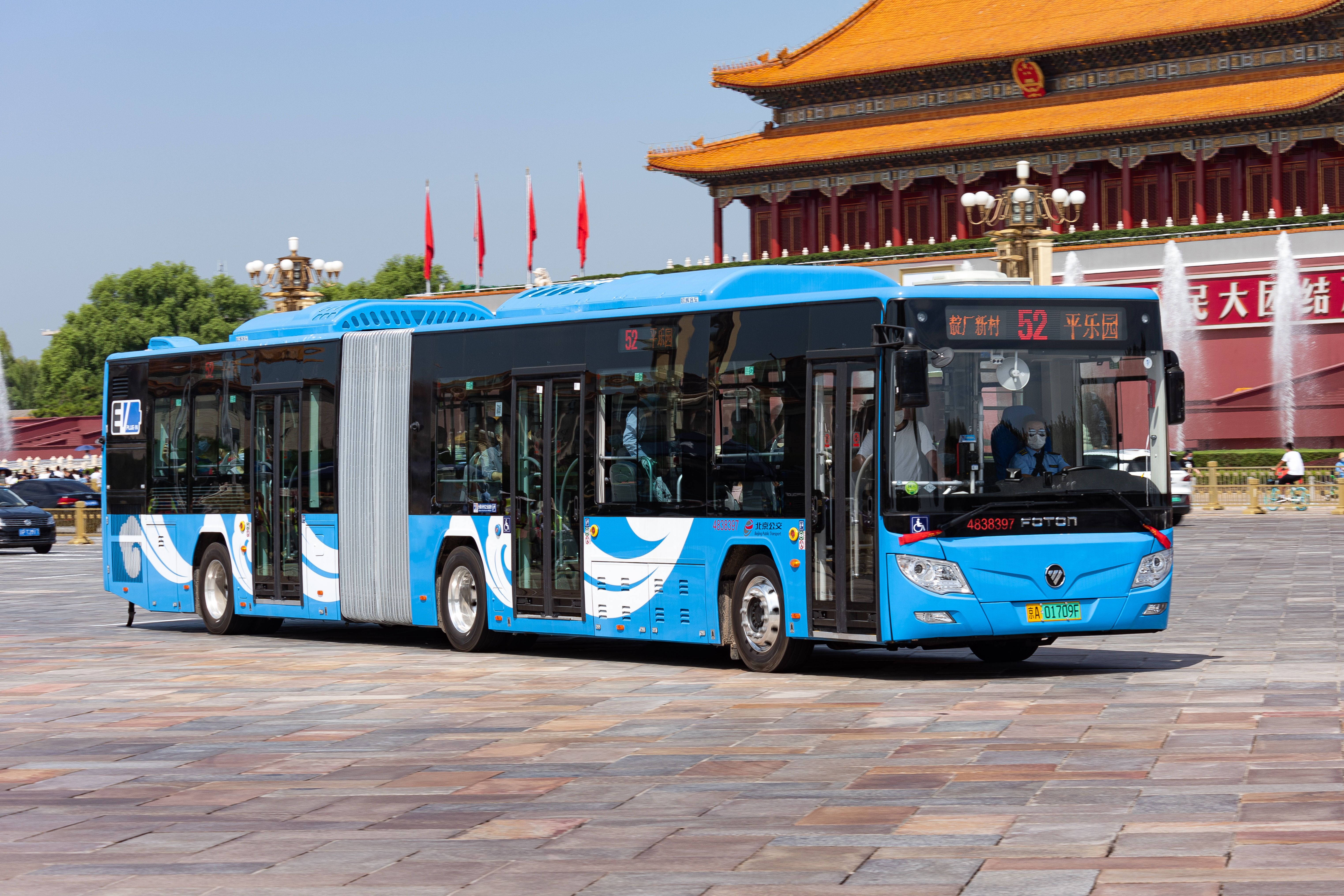
福田汽車BJ6160SHEVCA-3プラグインハイブリッド連節バス

プラグインハイブリッドカー (plug-in hybrid car) は、既存の内燃機関（インターナル・コンバッション・エンジン、ICE）を積んだハイブリッド式電気自動車（HEV）に、充電スタンドや家庭用コンセントから差込プラグを用いてバッテリーにも充電できるようにした自動車であり、PHV (Plug-in Hybrid Vehicle) またはPHEV (Plug-in Hybrid Electric Vehicle) と略されるプラグインハイブリッド式輸送機器の一種。

## 概要
プラグインハイブリッドカーは、ハイブリッドカーより更に容量の大きなバッテリーを搭載し、充電ステーションや家庭用電源からプラグ（電気機器の電源コードの先に付いている差込器具）を利用して充電できるようにしたもので、ハイブリッドカーよりも電気モーターのみで走行できる距離が長い。給油のみで稼働する内燃機関自動車（インターナル・コンバッション・エンジン・ビークル、ICEV）やハイブリッドカーの利便性を残しながら、二次電池式電気自動車（BEV）により近いタイプのハイブリッドカーである。
二次電池式電気自動車（BEV）は、エネルギー効率が内燃機関自動車（ICEV）の数倍高く、燃費（電費）で圧倒的に優れ、走行中にCO2やNOxの排出が無いゼロエミッション車（ZEV）であることが最大のメリットであるが、同程度車格の内燃車（満タン時）に比べると航続距離や立ち往生時のエアコン稼働時間が短く、満充電にも時間がかかるため、長距離走行では、途中で短時間の継ぎ足し充電と短距離走行とを繰り返す「ループ」に陥る。
一方、内燃機関で発電して一部を電動化した非プラグイン方式のハイブリッドカー（HEV）では走行用バッテリーを内燃機関の補助と割り切っており、車両自体の取り扱いは従来からの一般的な内燃機関自動車（ICEV）に近い性質で、航続距離の長さや給油回数の少なさなどの実用性は、同車格のICEVよりも優れている。ただし最長航続距離は理論上なので冷暖房等を使わず渋滞にも巻き込まれなければの数字となる。これら双方の利点を取り込むため、従来のHEVに比べ大容量の走行用バッテリーと、十分な出力を持つ内燃機関の両方を積むことによってエネルギー効率の向上とエネルギー充填頻度および速度に関する不便さを低減させたのが、プラグインハイブリッドカー（PHEV）である。車両の遊休時間を利用して外部電源から走行用バッテリーに充電し、短距離であれば電気モーターのみで二次電池式電気自動車（BEV）と同等に走行できる。走行用バッテリーの残量が不足した場合にはHEV同様、エンジンを用いた充電しながらの走行となり、排気が発生するため、ゼロエミッション車（ZEV）には含まれない。
海外では2008年に中国で政府機関向けに発売された比亜迪汽車（BYDオート）のプラグインハイブリッドカー「F3DM」が世界初の量産型PHEVとなった。F3DMの二次電池容量は20  kWであり、最長約100 kmを電池のみで走行可能である。F3DMの価格は14万9800元（200万円弱）と中国における一般的なガソリン車の2倍以上もするため、販売台数は2010年12月時点で500台未満にすぎなかった。
ゼネラルモーターズは、2010年12月よりシボレー・ボルトを北米市場に投入し、2011年10月までに5,329台を販売している。また、アメリカの新興自動車メーカーフィスカー（Fisker Inc.）は、2011年11月より100,000ドルを超える高級PHEスポーツカー、カルマの一般顧客向け販売を開始したが、走行用リチウムイオンバッテリーの生産を委託していたA123・システムズが品質不良による大量リコールを抱えて2012年10月に経営破綻、これにより、生産継続が不可能となったフィスカー社も、2013年11月、連鎖的に経営破綻している。
日本では2017（平成29）年度に435万台の新車乗用車が販売され、そのうち約3.4万台（0.78 %）がPHEVであった。
レーシングカーでは2009年のニュルブルクリンク24時間において、元F1ドライバーのハインツ＝ハラルド・フレンツェンが立ち上げたプロジェクトで、グンペルト・アポロをベースとする4WDのプラグインハイブリッド車両が投入されたことがある。しかしレース序盤以降はトラブルでピット (サーキット)ピットに籠もり、規定周回数を満たせなかった。

また、2022年以降の世界ラリー選手権（WRC）の「ラリー1」規定において、プラグインハイブリッドカーが導入された。SS（競技区間）とSSの間となるリエゾン（移動区間）の一部において、「一切エンジンを使用せず電気モーターのみで走行する」ことが義務付けられる。

## 長所と短所

### 長所
- 短い距離ならエンジンを稼働させずに電気のみで走る事が可能。
- 化石燃料、バイオ燃料、合成燃料に比べて電力料金は圧倒的に安く、発電方法の選択次第で環境負荷も低く抑えられる。[要出典]
- 2つのエネルギー源を使えるため、フレキシビリティに富む。
  - 電気のみで走行し、走行用バッテリーの残量が少なくなった場合にはハイブリッドカー（HEV）同様に燃料の残量があれば、エンジンで充電しながらの走行も可能。
  - 燃料があれば発電できるため、荒天や災害による長時間の立ち往生に強い。また逆に災害で物流よりも電力が先に復旧した場合もEVとしての運用が可能である。二次電池式電気自動車（BEV）と同様に家庭や避難所では非常用電源となる場合もある。
- 2022年時点ではBEVよりも車両価格が遥かに低く、HEVより少し高い程度の金額で購入できる。同一車種でBEV、HEV、PHEVの3種類を揃えたヒョンデ・アイオニック（北米仕様車）の例では、2022年5月時点での車両本体価格が、BEVの33,245ドルから、HEVの23,600ドルからに対し、PHEVは26,800ドルからであった。またマツダ・MX-30(2024.04.21現在)に関してもHV(264万円から)に対するとかなり高額にはなるが、それでもPHEVが423.5万円からとピュアEVが451万円よりは安く購入できる。

### 短所
- 内燃機関を搭載しているため、スパークプラグ（ディーゼルエンジンでは不要）、エンジンオイル、クーラントなどの消耗品は交換しなければいけない。ガソリンや油脂類の使用期限（酸化・分解防止）も管理しなければいけない。[6]
- エンジン、ラジエーター、トランスミッション、電気モーター、走行用バッテリーを全て搭載しているため、二次電池式電気自動車に比べて内燃車の部品が、内燃車に対しては二次電池式電気自動車の部品が、ハイブリッドカーに対しては走行用バッテリーが増えている。いずれとの比較でも室内空間や荷室容積で不利となり、車重と部品点数が大幅に増加することで、燃費、製造、メンテナンス、リサイクルを含む廃棄にかかる環境負荷とコストが高くなりがちである。ただし前述のとおり、2020年代前半においては同一車種に設定がある場合アイオニックやMX-30などのようにピュアEVよりPHEVのほうが購入コストが安くなるのが現状である。
- 二次電池式電気自動車に比べて走行用バッテリーの容量が小さいため、バッテリーで走行可能な航続距離が大幅に短く、充電速度も遅い。そのため住居などの車庫に充電設備があるのが望ましい。充電環境が整っていれば、電力のみでの走行性能や利便性は二次電池式電気自動車の方が優れている。
- ガソリンエンジンを搭載し、走行時に二酸化炭素など大気汚染物質を排出するため、ゼロエミッション車には含まれない。そのため、環境規制が強化されている国や地域などでは、近い将来規制対象となる可能性がある。

## 歴史
- 1997年3月、トヨタ自動車がコースター ハイブリッドEVを市販。
- 2003年、ヨーロッパでルノーからカングーのプラグインハイブリッドカー仕様elect'road発売。
- 2004年頃、アメリカで既存の自動車の電池を大容量の物に載せ替えてプラグインハイブリッドカー化するキットがベンチャー企業で開発され、現在では数社から販売され補助金も出ている。
- 2007年5月、日本のZEVEXが手作りのプラグインハイブリッドカーで日本列島縦断の旅を開始。
- 2007年7月、トヨタ自動車のプラグインハイブリッドカーが国土交通省から大臣認定を受け公道テストを開始。
- 2008年1月13日、北米国際オートショーにて、中国・比亜迪汽車（BYDオート）が低価格プラグインハイブリッドカーBYD F3DMを発表[7]。
- 2008年1月13日、北米国際オートショーにてトヨタが2010年までにプラグインハイブリッドカーを企業や官公庁などに対して販売する方針を発表[8]。
- 2008年1月14日、ゼネラルモーターズが2010年までにプラグインハイブリッドカーを完成させる方針を発表。
- 2008年12月15日、中国でBYDが世界初の量産型プラグインハイブリッドカー「F3DM」を政府機関向けに発売開始[9]。価格は2万2000ドル（1ドル90円の場合約244万円）。家庭用電源で充電でき、100%の充電で最長約100km走行可能とされる。
- 2009年6月3日、トヨタ自動車が2009年度中に日本、米国、欧州でプラグインハイブリッドカー500台のリース販売を行うと発表。電気のみで約20 kmの走行が可能とされる[10]。日本200台、米国約150台、フランス約100台、英国やポルトガルには50台以上を導入する計画である[11]。
- 2009年8月11日、ゼネラルモーターズが2010年後半にプラグイン式ハイブリッド車シボレー・ボルト (ハイブリッドカー)（Chevrolet Volt）の生産を開始し、2011年に市場投入すると発表した。市街走行時の燃費は、米基準で少なくとも1リットルあたり97キロとなる見通し。ガソリン1米ガロン当たり100マイル（1リットルあたり42.51km）以上の走行が可能な低燃費車としては、世界初の量産車だとしている[12]。アメリカ環境保護局の調査では1ガロン当たり93マイルとなった[13]。
- 2009年10月21日、東京モーターショーにて三菱自動車工業がプラグインハイブリッドSUV「コンセプトPX-MiEV」を初公開。
- 2009年11月18日、トヨタ自動車は、プリウスPHVのリース販売につき、経済産業省のモデル事業であるEV・PHVタウンに選定された官公庁や自治体などの特定利用者との商談を開始。リース会社を通じて約200台をリースする。100%の充電で約20km走行可能とされる。
- 2009年11月20日、BYDはF3DMの一般消費者向け販売を2010年まで延期すると発表した。BYDはF3DMの価格が14万9800元（200万円弱）と一般的な中国のガソリン車に比べて高額のため、市販には政府の補助金提供が必要と主張している。F3DMの販売台数は2009年11月現在約100台程度にとどまっている[14]。
- 2009年12月4日、トヨタ自動車はプラグインハイブリッドカーを2011年末から一般向けに発売すると発表。[15]。
- 2010年12月、シボレー・ボルト (ハイブリッドカー)がアメリカで正式発売。
- 2012年1月30日、トヨタ自動車がプリウスPHVを発売。価格は320万円から。
- 2012年12月26日、三菱自動車が同年3月のジュネーヴ・モーターショーにて告知していたアウトランダーPHEVを発表。2013年1月24日に発売。
- 2013年10月1日、日野自動車が中型バス「メルファプラグインハイブリッド｣を開発、翌月の東京モーターショーで公開[16]。
- 2015年9月8日、フォルクスワーゲンが「Golf GTE」を、BMWが「BMW X5 xDrive40e」を日本で発売開始[17]。
- 2016年1月27日、ボルボ・カー・ジャパンは「XC90」のPHEV（プラグインハイブリッド）を日本初導入[18]。
- 2017年4月14日、ホンダはニューヨーク国際オートショーで、内燃機関に代えて水素燃料電池を発電装置としたクラリティ PHEVを世界初公開した[19]。同年の東京モーターショーで、2018年の日本導入が発表され[20]、2018年7月19日に日本で「クラリティPHEV」を発表、翌20日に販売開始された[21]。
- 2019年5月29日 - フェラーリが初のPHEVであるフェラーリ・SF90ストラダーレを発表[22]。
- 2020年6月8日、トヨタ自動車がRAV4 PHVを発売。
- 2021年10月7日、トヨタ自動車がレクサス・NX PHVを発売。
- 2022年6月22日、マツダが同年3月に欧州にて世界初公開していたCX-60 PHEVの日本での発売を発表。同年12月に発売[23][24][25]
- 2022年12月20日、SUBARU(スバル)はPHEVの開発を中止し、BEVに専念すると発表した。PHEVは従来型エンジンと大型バッテリーの双方を搭載するため、車両本体価格が上昇し、需要が見込めない事を理由としている。

## 参照・脚注
1. ↑  2024年現在、日本では、出先で誰もが自由に利用できる充電スタンドの設置数がまだ十分ではないため、利用者全体の「充電待ち」を減らすために一回の充電時間を30分に区切り、他の利用者がいる場合の連続使用を防ぐルールとしているため。
2. ↑  BYD Auto社，プラグイン・ハイブリッド車「F3DM」を中国で発売 | 日経クロステック（xTECH）
3. ↑  http://jafmate.jp/eco/20081225_725.php
4. ↑  http://wot.motortrend.com/gm-september-2011-sales-climb-20-percent-on-back-of-chevrolet-cruze-truck-sales-122569.html
5. ↑  “EV/PHV普及の現状について”.   国土交通省. 2020年9月12日閲覧。
6. ↑  “ガソリンにも使用期限がある？ あまり乗らない人ほど要注意 劣化しクルマに悪影響も”. 乗りものニュース. 2022年7月3日閲覧。
7. ↑  http://www.businessweek.com/magazine/content/08_03/b4067064367712.htm
8. ↑  http://www.toyota.co.jp/jp/news/08/Jan/nt08_0102.html
9. ↑  http://www.businessweek.com/globalbiz/content/dec2008/gb20081215_913780.htm
10. ↑  http://www.asahi.com/eco/ecocar/NGY200906030019.html
11. ↑  http://www.ecool.jp/press/2009/11/post-405.html
12. ↑  https://www.afpbb.com/articles/-/2630009?pid=4445854
13. ↑   燃費性能、日産「リーフ」に軍配 GM「ボルト」上回る
14. ↑  http://jp.ibtimes.com/article/biznews/091121/44878.html
15. ↑  http://www.yomiuri.co.jp/atmoney/mnews/20091207-OYT8T00376.htm
16. ↑  “日野自動車、プラグインハイブリッドバスを開発 - 外部給電機能付で災害時には避難所等への電力供給が可能 -”.   日野自動車 (2013年10月1日). 2019年3月27日閲覧。
17. ↑  “ドイツから日本へ、プラグインハイブリッド車が相次いで発売”. ITmedia. (2015年9月11日) 2015年9月27日閲覧。
18. ↑  【ボルボ XC90 新型】PHVモデル日本初導入…電動化しても7人乗り変わらず - レスポンス 2017年1月27日
19. ↑  “2017年ニューヨークオートショーで「CLARITY PLUG-IN HYBRID」と「CLARITY ELECTRIC」を世界初公開”. 本田技研工業 (2017年4月12日). 2020年4月13日閲覧。
20. ↑  “【東京モーターショー2017】ホンダ 八郷社長が4輪の「クラリティ PHEV」、2輪の「PCX ハイブリッド」2018年発売を告知”. Car Watch (2017年10月26日). 2020年4月13日閲覧。
21. ↑  “新型プラグインハイブリッドモデル「CLARITY PHEV」を発売”. 本田技研工業 (2017年7月19日). 2020年4月13日閲覧。
22. ↑  フェラーリ初のPHVスーパーカー、SF90 ストラダーレ 発表…1000馬力、最高速340km/hResponse 2019年5月30日
23. ↑  『新型クロスオーバーSUV「MAZDA CX-60」を欧州で公開 「走る歓び」と優れた「環境・安全性能」を大幅に進化させたラージ商品群の第1弾』（プレスリリース）マツダ株式会社、2022年3月9日。2022年3月31日閲覧。
24. ↑  『「MAZDA CX-60」の予約受注を開始』（プレスリリース）マツダ株式会社、2022年6月22日。2023年6月3日閲覧。
25. ↑  『MAZDA CX-60（SKYACTIV-G 2.5 / SKYACTIV-D 3.3）工場出荷開始時期に関するお詫びとお知らせ』（プレスリリース）マツダ株式会社、2023年1月24日。2023年6月3日閲覧。